# Devils Tower
Devils Tower (jezik Lakota: Matȟó Thípila ali Ptehé Ǧí, kar pomeni 'Medvedov stolp' in 'Rog rjavega bizona', v tem zaporedju) je lakolitičen osamelec sestavljen iz magmatskih kamnin v gorovju Bear Lodge (del Black Hills) blizu Huletta in Sundanca v okrožju Crook, severovzhodni Wyoming, nad reko Belle Fourche. Dramatično se dviga (386 m) nad reko, in meri 265 m od vrha do baze. Vrh leži na nadmorski višini 1559 m.
Devils Tower je predsednik Theodore Roosevelt 24. septembra 1906 kot prvega v ZDA razglasil za narodni spomenik. Zavarovano območje obsega 545 ha.
V zadnjih letih se približno 1% od 400.000 obiskovalcev spomenika na leto, nanj tudi povzpne, predvsem z uporabo tradicionalnih tehnik za plezanje.

## Ime
Plemena, vključno z Arapahi, Crowe, Šajeni, Kajove, Lakote in Šošoni, so imeli kulturne in geografske vezi z monolitom že pred prihodom belcev v Wyoming. Njihova imena za monolit so: Visoka skala (Kiowa), Medvedova koča (Čajeni, Crowi), Medvedov brlog (Čajeni, Crowi), Daxpitcheeaasáao, 'dom medvedov' (Crowi), Medvedova mizasta koča (Lakota), Medvedov tipi (Arapahi, Čajeni), Skalno drevo (Kiowa) in Grizlijeva koča (Lakota).
Ime Hudičev stolp izvira iz leta 1875, nastalo med ekspedicijo polkovnika Richarda Irvinga Dodga, ko je njegov prevajalec napačno razlagal ime pomen Stolp slabega boga, ki je nato postal Hudičev stolp. Vse informacijske oznake na tem področju uporabljajo ime "Devils Tower", po geografskem poimenovanju, s katerim je opuščaj odpravljen.
Leta 2005 je bilo predlagano, da se zaradi prepoznavanja vezi z Indijanci, dodatno označi monolit kot Bear Lodge National Historic Landmark, a je predlog naletel na nasprotovanje predstavnice ZDA, Barbare Cubin, češ da bo »sprememba imena škodovala turistizmu in prinašala gospodarsko škodo na območje skupnosti«.
V novembru 2014 je Arvol Looking Horse, ameriško indijanski duhovni voditelj, ponovno predlagal preimenovanje geografskega imena Bear Lodge in podal zahtevo upravi za geografska imena. Drugi predlog je bila zahteva, da ZDA priznajo, da je "žaljiva" napaka in preimenujejo spomenik in sveto measto v Bear Lodge National Historic Landmark. Formalni rok za javno razpravo se je končal jeseni 2015. Lokalni državni senator Ogden Driskill je nasprotoval spremembam. Ime ni bilo spremenjeno. 

## Geološka zgodovina
Pokrajina, ki obkroža Devils Tower je večinoma sestavljena iz sedimentnih kamnin. Najstarejše kamnine, ki so vidne v Devils Tower National Monument, so nastale v plitvem morju v obdobju triasa, pred 225 do 195 milijoni let. To temno rdeč peščenjak in rjav melj, med plastmi [[skrilavec|skrilavca, in jih je mogoče videti ob reki Belle Fourche. Oksidacija železovih mineralov povzroča pordelost kamnin. Ta kamnine so znane kot Spearfish formacije.
Nad temi formacijami je tanek sloj bele sadre, ki se imenuje Gypsum Springs Formation. Ta plast sadre je bila odložena v jurskem obdobju, pred 195 do 136 milijoni let.
Nastali kot morska gladina in zaradi večkrat spremenjenih podnebij, so sivo-zeleni skrilavci (deponirani v okolju z malo kisika, kot so močvirja) med plastmi z drobnozrnatimi peščenjaki, apnenci in včasih tankimi sloji rdečega melja. Ta sestava je imenovana Sundance formacija. Hulettov peščenjak je tudi del te formacije, in je sestavljen iz rumenega drobnozrnatega peščenjaka. Odporen proti vremenskim vplivom tvori skoraj navpične pečine, ki so obrobljale stolp.
Med paleocensko epoho, pred 56 do 66 milijoni let, so se dvignili Skalno gorovje in Black Hills. Magma je prodrla skozi zemeljsko skorjo in posegla v obstoječe plasti sedimentne kamnine.

### Teorija nastanka
Geologa Carpenter in Russell sta proučevala Devils Tower v poznem 19. stoletju in prišla do zaključka, da je bila oblika nastala z magmatsko intruzijo. Sodobni geologi se strinjajo, da je nastala z vdorom magmatskih materiala, ne pa z načinom, kako ta proces potekal. Nekateri verjamejo da staljene kamnine, ki sestavljajo stolp morda niso površinske; drugi so prepričani, da je stolp vse, kar je ostalo od nekoč velikega eksplozivnega vulkana.
Leta 1907 sta znanstvenika Darton in O'Harra odločila, da je Devils Tower nastal z erodiranjem ostanka lakolita. Lakolit je večja intruzija magmatskih kamnin, ki je vdrla skozi sedimentno posteljo in ni dosegla površja, vendar je zaokrožila izboklino v vrhnjih sedimentnih plasteh. Ta teorija je bila zelo priljubljena v začetku 20. stoletja, saj so bile narejene številne študije na lakolitu na jugozahodu.
Druge teorije so pokazale, da je Devils Tower vulkanski vtič ali da je vrat ugaslega vulkana. Verjetno, če bi bil Devils Tower vulkanski vtič, bi bili vsi vulkanski izmečki - vulkanski pepel, lavine tokove, vulkanske bombe – že dolgo nazaj erodirani. Nekaj piroklastičnega materiala iste starosti kot Devils Tower so našli drugje v Wyomingu.
Magmatske material, ki tvori stolp je fonolitni porfir, ki je intruziral pred približno 40,5 milijoni let, svetlo do temno siva ali zeleno-siva kamenina z vidnimi kristali belega glinenca. [15] Ko se je magma ohladila, so nastali šesterokotni (včasih 4-, 5- in 7-stranski) stebri. Ko se je kamnina še nadalje ohlajala, so se navpični stebri znižali v prečnem prerezu (vodoravno) in pojavljati so se začele razpoke pod 120 stopinjskim kotom. Bližnji Missouri Buttes, 5,6 km severozahodno od Devils Towra, je tudi sestavljen iz nosilnega fonolita iste starosti. (Devils Postpile National Monument v Kaliforniji in Giant je Causeway na Severnem Irskem, so tudi bazaltni stebri, ki so na videz podobni, vendar imajo stebri običajno premer 0,61 m.)
Devils Tower ni vidno štrlel iz pokrajine dokler niso sedimentne kamnine erodirale. Bolj odporne magmatske kamnine, ki sestavljajo stolp, so preživele erozijske sile. Rezultat je bil pojav sivega stolpa Devils Tower kot izolirana masa nad pokrajino.
Izpostavljeni deli stolpa še vedno do določene mere erodirajo. Razpoke vzdolž stebrov uničujeta voda in led. Erozija zaradi širjenja ledu vzdolž razpok in zlomov kamnin je pogosta v hladnejših podnebjih - odličen primer so formacije v Bryce Canyon National Park. Deli ali celo celotni stebri in skale na Devils Towru se nenehno lomijo in padajo v globino. Kupi zlomljenih stebrov, balvani, majhne skale in kamni - ali melišče - ležijo na dnu stolpa in kažejo, da je bil nekoč širši, kot je danes.